# Рёдер, Маттиас
Ма́ттиас Рёдер (нем. Matthias Röder; 4 февраля 1972, Хоэнмёльзен) — немецкий гребец-каноист, выступал за сборную Германии на всём протяжении 1990-х годов. Участник летних Олимпийских игр в Барселоне, чемпион мира, победитель многих регат национального и международного значения.

## Биография
Маттиас Рёдер родился 4 февраля 1972 года в городе Хоэнмёльзене, федеральная земля Саксония-Анхальт. Активно заниматься греблей начал в раннем детстве, проходил подготовку в Вольфсбурге в местном одноимённом каноэ-клубе «Вольфсбургер».
Первого серьёзного успеха на взрослом международном уровне добился в 1991 году, когда попал в основной состав немецкой национальной сборной и побывал на чемпионате мира в Париже, откуда привёз награду бронзового достоинства, выигранную в зачёте одиночных каноэ на дистанции 1000 метров — в решающем заезде его опередили советский гребец Иван Клементьев и болгарин Николай Бухалов. Благодаря череде удачных выступлений удостоился права защищать честь страны на летних Олимпийских играх 1992 года в Барселоне, стартовал в километровой гонке одиночек и показал на финише четвёртый результат, немного не дотянув до призовых позиций.
В 1993 году Рёдер выступил на мировом первенстве в Копенгагене, где вновь стал бронзовым призёром среди одиночек на километре. Позже отправился представлять Германию на чемпионате мира в канадском Дартмуте, вместе с напарником Гунаром Кирхбахом в двойках на тысяче метрах одолел всех соперников и завоевал тем самым золотую медаль. Вскоре по окончании этих соревнований принял решение завершить карьеру профессионального спортсмена, уступив место в сборной молодым немецким гребцам.